# Trechwitz Siedlung
Trechwitz Siedlung ist ein Gemeindeteil der Gemeinde Kloster Lehnin im Landkreis Potsdam-Mittelmark in Brandenburg. Der Wohnplatz liegt rund 1,6 km südlich von Trechwitz, einem Ortsteil der Gemeinde. Die Wohnbebauung erstreckt sich entlang des Ufers des Netzener Sees. Südlich führt die Bundesautobahn 2 in West-Ost-Richtung vorbei.